# Joaquim de Almeida
Pour les articles homonymes, voir Almeida (homonymie).
Joaquim de Almeida [ ʒwaˈkĩ dɨ aɫˈmejðɐ] est un acteur portugais, né le 15 mars 1957 à Lisbonne (Portugal). Il est surnommé le « Phil Hartman Latino »[réf. nécessaire].

## Biographie
Joaquim António Portugal Baptiste de Almeida abandonne les cours de théâtre de l'École supérieure de théâtre et du cinéma de Lisbonne et part pour les États-Unis où il reçoit une formation au Lee Strasberg Theatre and Film Institute de New York. Il a travaillé pour un théâtre dans Productions de Shakespeare à New York (New York Shakespeare Productions). Il a travaillé dans d'autres pièces, Noces de sang de Federico García Lorca, What Would Jeanne Moreau do (WPA Theatre) ou Le Comte de Monte-Cristo d'Alexandre Dumas.
Avec presque 60 emplois différents dans le cinéma, Joaquim de Almeida est le plus international des acteurs portugais, il parle couramment six langues et a joué avec de grands noms du cinéma international. Il a participé à des superproductions de pays comme les États-Unis, le Brésil, le Mexique ou l'Argentine. Il a joué aux côtés de Michael Caine, de Richard Gere et de Bob Hoskins dans Le Consul honoraire (1983), Isabelle Huppert dans Milan noir (1987), Harrison Ford dans Danger Immédiat (1994), Antonio Banderas et Salma Hayek dans Desperado (1995), Marcello Mastroianni dans Pereira prétend (1996), Owen Wilson et Gene Hackman dans En territoire ennemi (2001), Daryl Hannah dans Yo Puta (2004).
En 2004, il a tourné dans la série 24 Heures chrono avec Kiefer Sutherland. Il a eu d'autres participations dans les séries À la Maison-Blanche (2004), La Femme Nikita (1998) et Deux Flics à Miami (1985). Il fait une brève apparition dans la série Mentalist à l'épisode 12 de la saison 4.

### Vie personnelle
Il est le fils de João Baptista d'Almeida et de la défunte Maria Sara Portugal. Il a cinq frères et sœurs : Isabel Maria, Ana Maria, Jorge, João et José António. Il a été marié à Cecília avec qui il a eu un fils, Lourenço né en 1992, et une fille, Ana née en 2002, avec Maria do Carmo.

## Filmographie

### Cinéma
- 1982 : Le Soldat (The Soldier) de James Glickenhaus : Un soldat
- 1983 : Le Consul honoraire (The Honorary Consul) de John Mackenzie : Leon
- 1987 : Milan noir de Ronald Chammah : Tremaine
- 1987 : The Sun and the Moon de Kevin Conway
- 1987 : Repórter X de José Nascimento : Reinaldo Ferreira
- 1987 : Good Morning Babilonia (Good Morning, Babylon) de Paolo et Vittorio Taviani : Andrea Bonnano
- 1988 : Love Dream de Charles Finch
- 1988 : Terre sacrée de Emilio Pacull : Mateo
- 1989 : Disamistade de Gianfranco Cabiddu : Sebastiano Catte
- 1989 : Les Deux Fragonard de Philippe Le Guay : Honoré Fragonard
- 1990 : Sandino de Miguel Littín : Sandino
- 1990 : A Ilha de Joaquim Leitão (court métrage) : Andrea
- 1990 : Signe de feu (it) (Segno di fuoco) de Nino Bizzarri : Luis Barreto
- 1991 : A Idade Maior de Teresa Villaverde : Pedro
- 1991 : Le Jour de ma naissance (El Día que nací yo) de Pedro Olea : Pelayo Menéndez
- 1991 : Le Roi ébahi (El Rey pasmado) de Imanol Uribe : Almeida
- 1992 : Una Estación de paso de Gracia Querejeta : Miguel
- 1992 : Retrato de Família de Luis Galvão Teles : Miguel Montenegro
- 1992 : Le Maître d'escrime (El Maestro de esgrima) de Pedro Olea : Luis de Ayala
- 1992 : Terra Fria de Antonio Campos : Leonardo
- 1993 : Amor e Dedinhos de Pé de Luís Filipe Rocha : Francisco Frontaria
- 1993 : Des ombres dans une bataille (Sombras en una batalla) de Mario Camus : José
- 1993 : Amok de Joël Farges : L'amant
- 1993 : Le Fil de l'horizon (O Fio do horizonte) de Fernando Lopes: Voix de Spino
- 1994 : Estória do Gato e da Lua : The Cat (voix)
- 1994 : El Baile de las ánimas de Pedro Carvajal : Father António
- 1994 : Uma Vida Normal de Joaquim Leitão : Miguel
- 1994 : Danger immédiat (Clear and Present Danger) de Phillip Noyce : Col. Felix Cortez
- 1994 : Only You de Norman Jewison : Giovanni
- 1995 : Desperado de Robert Rodriguez : Bucho
- 1995 : Adam et Eve (Adão e Eva) de Joaquim Leitão : Francisco
- 1996 : Pereira prétend (Sostiene Pereira) de Roberto Faenza : Manuel
- 1997 : Nous sommes tous encore ici de Anne-Marie Miéville
- 1997 : Corazón loco de Antonio del Real : Emilio
- 1997 : Elles de Luís Galvão Teles : Gigi
- 1997 : Tentação de Joaquim Leitão : Father António
- 1998 : La Cucaracha de Jaack Perez : Jose Guerra
- 1999 : On the Run de Bruno de Almeida : Ignácio
- 1999 : No Vacancy de Marius Balchunas : Reynaldo
- 1999 : One Man's Hero de Lance Hool : Cortina
- 1999 : Inferno de Joaquim Leitão : Xana
- 2000 : Capitaines d'avril (Capitães de Abril) de Maria de Medeiros : Gervásio
- 2001 : La Voz de su amo de Emilio Martínez Lázaro : Oliveira
- 2001 : Eau et Sel (Água e Sal) de Teresa Villaverde : Marido
- 2001 : O Xangô de Baker Street de Miguel Faria Jr. : Sherlock Holmes
- 2001 : En territoire ennemi (Behind Enemy Lines) de John Moore : Admiral Piquet
- 2002 : Hombres tranquilos (court métrage) de Angel Loza : Adolfo
- 2002 : Stranded (Náufragos) de Maria Lidon : Fidel Rodrigo
- 2002 : Demon Island (en) de David Hillenbrand et Scott Hillenbrand : Narrateur
- 2002 : Sueurs de Louis-Pascal Couvelaire : Noh
- 2002 : Entre chiens et loups d'Alexandre Arcady : Radman / Constantin
- 2003 : Les Immortels (Os Imortais) de António-Pedro Vasconcelos : Roberto Alua
- 2003 : Il Fuggiasco de Andrea Manni : Lolo
- 2004 : Yo puta de Maria Lidon : Pierre
- 2005 : Blue Sombrero de Doug Freel : El Presidente
- 2005 : Thanks to Gravity de Jessica Kavana : Max Landa
- 2005 : Um Tiro no Escuro de Leonel Vieira : Rafael
- 2006 : Moscow Zero de Maria Lidon : Yuri
- 2006 : Posdata de Rafael Escolar
- 2006 : La Prophétie des Andes (The Celestine Prophecy) de Armand Mastroianni : Father Sanchez
- 2006 : 53 días de invierno de Judith Colell : Hugo
- 2007 : El Corazon de la tierra de Antonio Cuadri : Marco Correia
- 2007 : The Lovebirds de Bruno de Almeida : Marco Correia
- 2007 : La Cucina de Allison R. Hebble et Zed Starkovich : Michael
- 2007 : Kill Bobby Z de John Herzfeld : Don Huertero
- 2007 : Call Girl de Antonio-Pedro Vasconcelos : Mouros
- 2008 : Che - 2e partie : Guerilla (Guerrilla) de Steven Soderbergh : Président René Barrientos
- 2008 : La conjura de El Escorial d'Antonio del Real : Escobedo
- 2008 : Óscar. Una pasión surrealista de Lucas Fernandez : Oscar Dominguez
- 2009 : Loin de la terre brûlée (The Burning Plain) de Guillermo Arriaga : Nick
- 2009 : Holy money de Maxime Alexandre : Mangini
- 2010 : Christopher Roth de Maxime Alexandre : Christopher Roth
- 2010 : The Signal (Backlight) de Fernando Fragata : Jay
- 2011 : Fast and Furious 5 de Justin Lin : Hernan Reyes
- 2011 : Mamitas de Nicholas Ozeki : Professeur Alexander Viera
- 2012 : Three holes, two brads and a smoking gun de Hilarion Banks : Joey
- 2012 : O Duelo de Marcos Jorge : Comandante Vasco Moscoso de Aragão
- 2013 : La Cage dorée de Ruben Alves : José Ribeiro
- 2013 : Robosapien: Rebooted de Sean McNamara : Esperanza
- 2013 : Tres60 d'Alejandro Ezcurdia : Alberto Ibarguren
- 2015 : Que le meilleur gagne (Our Brand Is Crisis) de David Gordon Green : Castillo
- 2015 : Amour à New York (A Date with Miss Fortune (en)) de John L'Ecuyer : José, le père de Maria
- 2017 : Hitman and Bodyguard (The Hitman's Bodyguard) de Patrick Hugues : Foucher
- 2017 : Downsizing d'Alexander Payne : Docteur Pereira
- 2020 : The Legion de Jose Magan : Paetus
- 2020 : Fatima de Marco Pontecorvo : Père Ferreira
- 2021 : Land of Dreams de Shoja Azari et Shirin Neshat : Julian / Docteur Palmer
- 2022 : Searching 2 de Nicholas D. Johnson et Will Merrick : Javi
- 2022 : God Saves the Queens de Jordan Danger : Hugo
- 2023 : The Palace de Roman Polanski : docteur Lima
- 2023 : Missing : Disparition inquiétante de Will Merrick et Nicholas D. Johnson : Javier Ramos
- 2024 : Road House de Doug Liman : le shérif
- 2024 : Une affaire de principe : José Manuel Durão Barroso
- 2025 : Mercato de Tristan Séguéla : Nascimento

### Télévision
- 1985 : Deux Flics à Miami (Miami Vice) (saison 2, épisode 9) : Nico Arroyo
- 1992 : Le Lieutenant Lorena (Aqui D'El Rei!) (TV) : Manuel
- 1996 : Lonesome Dove : Les Jeunes Années (Dead Man's Walk) (feuilleton TV) : Maj. Laroche
- 1997 : Nostromo (feuilleton TV) : Col. Sotillo
- 1997 : Fatima (TV) : Avelino de Almeida
- 1997 : L'Enfant du bout du monde (TV) : Miguel Carmina
- 1998 : Un dollar pour un mort (Dollar for the Dead) (TV) : Priest
- 1999 : Camino de Santiago (feuilleton TV) : Gonzalo Leyva
- 1999 : Vendetta (TV) : Joseph Macheca
- 2000 : Falcone (série TV) : Caesar Nicoletti
- 2003 : Le Cartel (feuilleton TV) : Colombian Cocaine Kingpin
- 2003-2004 : 24 Heures chrono (24 h) (TV) : Ramon Salazar
- 2005 : Wanted (TV) : Capt. Manuel Valenza

2005 : Les experts Miami. Saison 5 épisode 15 : Traqué ! : 
- 2005 : Have No Fear: The Life of Pope John Paul II (TV) : Salvadoran Archbishop Oscar Romero
- 2011 : Rosa Fogo (feuilleton TV) Horàcio Gomes
- 2011 : The Glades : Álvaro Saldivar
- 2011 : Revenge : Salvadore Grobet
- 2012 : Mentalist (The Mentalist) : Gabriel Porchetto
- 2013 : Rouge Brésil de Sylvain Archambault (téléfilm)
- 2013 : Bones : Raphael Valenza (épisode 9.07)
- 2013 : Once Upon a Time : Roi Xavier
- 2014 : Revolution (saison 2, épisode 11) Nuñez
- 2016 : Reine du Sud (Queen of the South) : Don Epifanio Vargas
- 2018 : Elementary : Cal Medhina
- 2020 : Warrior Nun : le cardinal Duretti
- 2021 : Aruanas : Robert
- 2023 : Braqueurs : procureur Almeida
- 2024 : Shōgun : Père Domingo

## Distinctions

### Récompenses
- Trois Globos de Ouro du meilleur acteur portugais, en 1996, 1998 et 2002

### Nominations
- Globos de Ouro 2014 : meilleur acteur pour La Cage dorée